# Рафал Людвік Скарбек

Варіант гербу Абданк

Рафал Людвік Скарбек гербу Абданк (пол. Rafał Ludwik Skarbek; бл. 1710 — 1793 написав заповіт) — шляхтич, військовик та урядник Речі Посполитої. Небіж львівського латинського арцибіскупа Яна Скарбка.

## Життєпис
Народився близько 1710 року. Батько — Антоній Скарбек, дід — Кшиштоф Скарбек. Матір — друга дружина батька Зофія Ліпська, скарбниківна белзька.
20 березня 1733 року підписав у Вишні акт конфедерації Руського воєводства, того ж року голосував за кандидатуру Станіслава Лещинського під час виборів короля. Посол сеймів від Галицької землі. У грудні 1773 був делегатом Станиславівського дистрикту для складення «голду» цісарю.
Посади (уряди): коломийський хорунжий з 30 липня 1736 (другий «диплом» на посаду отримав 14 липня 1737, подав увідставку перед 26 вересня 1765), солотвинський, чортовецький (з 1758) староста.
Дідич Михальча, Куслова, Обертина та інших маєтків (Галицька земля). У 1766-67 роках галицька шляхта захищала його від претензій єпископів УГКЦ через Рожнятів. Державець Крехова (власник Кароль Станіслав Радзивілл).
Губернатор Антон фон Перґен хвалив його як одного з тих, хто «найшвидше дав спокій думкам».
Фундатор парафіяльного костелу в Обертині близько 1757 року, збільшив доходи римо-католицької парафії в Червоногороді.
Написав заповіт 1793 року, очевидно, невдовзі помер.

### Сім'я
Перша дружина — Маґдалена Бенуа (†1740), донька-одиначка Павла Бенуа. Посагом були бурштинські та солотвинські маєтки. Їх донька Юліанна 21 травня 1758 року вийшла за Францішека Жевуського.
Друга дружина — звенигородська старостянка Тереза з Богушів. Посагом були Млиниська, Янів. Діти:
- Ян, 1784 року чортовецький староста
- Людвік, з 1765 року войський коломийський
- Ґабріель
- Бриґіда — дружина Тадеуша Скшетуського
- Зофія — дружина Яна Ястшембського
- Текля, Гелена в січні 1792 були паннами.